# Khontéla
El regne khassonké de Khontéla fou un estat dels khassonkés que va existir algun temps entre els segles xvii i XVIII a l'est del Khasso.
Els khassonkés de Khontéla foren unificats al final del segle xvii pel clan Kanouté, però foren absorbits pel gran regne de Khasso i en part pel regne bambara de Kaarta al segle xviii.